# ولوا (اورگن)
ولوا (به انگلیسی: Wallowa) شهری در شهرستان ولوا ایالت اورگن است و در سرشماری سال ۲۰۱۱ میلادی، ۸۰۸ نفر جمعیت داشته که نسبت به سال ۲۰۱۰، −۰٫۳۷ درصد رشد جمعیت داشته‌است.